# Pola Farskie
Pola Farskie – osiedle mieszkaniowe Knurowa, położone w północno-wschodniej części miasta, przy głównej ulicy Dworcowej oraz niedaleko stawu Moczury. Osiedle graniczy od strony wschodniej z Gierałtowicami.
W skład osiedla wchodzą ulice: Rybna, Stanisława Wyspiańskiego, Emilii Plater, Dębowa, Poprzeczna, Astrów, Krucza oraz Przemysłowa.
W obrębie Pól Farskich przebiega autostrada A1.